# Про любов, дружбу і долю
«Про любов, дружбу і долю» (рос. «Про любовь, дружбу и судьбу») — радянський художній фільм 1987 року, знятий на кіностудії «Мосфільм».

## Сюжет
Сюжет оповідає про чоловіка і жінку, які познайомилися в поїзді, що везе евакуйованих до Казахстану, восени 1941 року. Молода жінка з маленьким сином тепло сприйняла його допомогу і підтримку. В дорозі захворіла дитина і вона змушена була зійти. Антипов вийшов за нею, знайшов їй житло і влаштував на роботу. Вони полюбили один одного. Але сусід Маші, підліток Вітька, чия ненависть до війни несправедливо злилася із зовнішністю Антипова, несподівано втрутився в їх відносини. Пальнув у Антипова, поранив Машу, а потім, усвідомивши те, що трапилося, — в себе…

## У ролях
- Маргарита Сергеєчева — Маша
- Сергій Никоненко — Микола Антипов
- Антон Андросов — Вітька
- Досхан Жолжаксинов — Керім
- Клара Лучко — тітка Даша, мати Віті
- Василь Бочкарьов — Єгор
- Анатолій Голик — сусід
- Людмила Карауш — дружина Єгора
- Микола Фомін — Нефьодов
- Анатолій Ведьонкин — поранений
- Софія Горшкова — подруга Маші
- Юрій Карпенко — Федотич
- Світлана Коновалова — пасажирка поїзда
- Тамара Косубаєва — мати Керіма
- Іван Косих — майстер на заводі
- Макіль Куланбаєв — аксакал
- Ірина Юнссон — подруга Маши
- Людмила Стоянова — сусідка
- Віктор Уральський — швець
- Олександра Данилова — пасажирка поїзда
- Микола Ісенко — біженець

## Знімальна група
- Режисер — Рудольф Фрунтов
- Сценарист — Едуард Володарський
- Оператори — Віктор Листопадов, Володимир Папян
- Композитор — Владислав Шуть
- Художник — Олександр Клименко